# Chalcasthenes pulcher
Chalcasthenes pulcher är en skalbaggsart som beskrevs av Gilbert John Arrow 1937. Chalcasthenes pulcher ingår i släktet Chalcasthenes och familjen Dynastidae. Inga underarter finns listade i Catalogue of Life.